# Diablo (Computerspielreihe)
Diablo ist eine Computerspielreihe des US-amerikanischen Unternehmens Blizzard Entertainment, die aus Diablo (1996), Diablo II (2000), Diablo III (2012) und Diablo IV (2023) besteht und zum Genre der Action-Rollenspiele bzw. Hack-and-Slay-Spiele gezählt wird. Diablo erschien für Windows, das klassische Mac OS und PlayStation, Diablo II für Windows und Mac OS X, Diablo III für Windows, macOS, PS3, PS4, Xbox 360, Xbox One und Nintendo Switch.
Auf der Blizzcon 2018 wurde Diablo Immortal für iOS und Android vorgestellt. Die fertige Version erschien am 2. Juni 2022 aber auch für den PC.
Auf der Blizzcon 2019 wurde mit Diablo IV der bislang neueste Teil angekündigt, das am 2. Juni 2023 für Vorbesteller der Deluxe- und Ultimate-Editionen veröffentlicht wurde. Der reguläre Release erfolgte am 6. Juni 2023.

## Spielprinzip
Zu Beginn erstellt der Spieler einen Charakter aus den verfügbaren Charakterklassen. Bisher waren das: Krieger, Magier, Jägerin, Mönch, Amazone, Barbar, Zauberin, Paladin, Totenbeschwörer, Assassine, Druiden, Hexendoktor, Dämonenjäger, Kreuzritter. Mit diesem Charakter erkundet der Spieler die Spielwelt Sanktuario bzw. einen Teil davon, in der er Quests erledigen kann, die eine Hauptgeschichte oder kleinere Nebengeschichten erzählen. Dazu gehört der Kampf gegen verschiedene Monster/Dämonen. Wenn Monster besiegt werden, erhält der Spieler Erfahrungspunkte (XP) mit denen er neue Kampffähigkeiten (skills) freischaltet und ggfs. Beute (loot) mit der die Ausrüstung des Charakters verbessert werden kann.

## Spiele

### Diablo
Diablo erschien um die Jahreswende 1996/1997. Es wurde von Blizzard North entwickelt und von Blizzard Entertainment veröffentlicht. Die Dungeons wurden durch prozedurale Generierung erstellt mit besonderen Eigenschaften in jedem Level. Im November 1997 erschien die Erweiterung Diablo: Hellfire, welche von Synergistic Software entwickelt wurde. Electronic Arts veröffentlichte 1998 eine Version für die PlayStation entwickelt von Climax Studios.

### Diablo II
Diablo II wurde 2000 von Blizzard Entertainment herausgegeben. 2001 folgte die Erweiterung Lord of Destruction (engl. f. Herr der Zerstörung, kurz LoD). Diablo II ist auch aufgrund des kostenlosen Battle.net-Zugangs zu einem der populärsten Online-Spiele geworden. Weitere Gründe für die hohe Popularität von Diablo II sind die gut ausbalancierten Charakterklassen und die sehr hohe Vielfalt an Gegenständen, welche selbst fortgeschrittenen Charakteren noch viel Raum für Verbesserung lässt. Da Diablo im ersten Teil nicht endgültig vernichtet wurde, zieht man in Diablo II erneut mit einem neuen Helden los, um ihm und seinen Verbündeten das Handwerk zu legen. Mit Baal und Mephisto erhalten zudem zwei weitere mächtige Dämonen eine bedeutende Rolle, die in dem Spiel Brüder Diablos sind.

### Diablo III
Diablo III wurde von Blizzard Entertainment am 15. Mai 2012 für Windows und Mac OS X veröffentlicht. Die Handlung spielt 20 Jahre nach den Ereignissen des zweiten Teils. Der Spielercharakter untersucht den Einschlag eines gefallenen Sterns in der Stadt Neu-Tristram und begibt sich auf die Suche nach dem seit dem Einschlag verschwundenen Deckard Cain.

### Diablo Immortal
Auf der Blizzcon 2018 wurde Diablo Immortal für iOS und Android angekündigt. Inhaltlich soll dieses die Story der 20 Jahre zwischen Diablo II und Diablo III erzählen. Am 2. Juni 2022 ist das Spiel veröffentlicht worden, wobei nun auch eine PC-Version berücksichtigt wurde. Das Spiel ist Free-to-play, beinhaltet aber einen Shop mit Echtgeldzahlungen für kosmetische Gegenstände und Materialien.

### Diablo IV
Auf der Blizzcon 2019 wurde Diablo IV angekündigt.
Zum Start von Diablo IV können Spieler aus fünf Klassen wählen: Barbar, Zauberer, Druide, Totenbeschwörer und Jäger (engl. Rogue). Alle Klassen können in weiblicher und männlicher Ausführung gewählt werden. Daneben beherbergt Diablo IV eine offene Welt, in der Spieler in beliebiger Reihenfolge fünf Regionen bereisen können, die alle nahtlos miteinander verbunden sind. Dazu gibt es Reittiere und ein komplettes PvP-System.
Der Nachfolger spielt viele Jahre nach den Ereignissen von Diablo III und ist deutlich düsterer gestaltet.

## Charaktere
Adria
Adria ist eine einst in Tristram lebende Hexe. Sie ist die Mutter von Leah und tritt im ersten und dritten Teil der Diablo-Reihe in Erscheinung.
Aidan
Aidan ist der Held aus Diablo I. In Diablo II wurde er unter dem Namen „der dunkle Wanderer“ bekannt, der Diablos Seele in sich trug und zum Endgegner des Spiels wurde.
Deckard Cain
Deckard Cain war der letzte lebende Horadrim. Er ist eine zentrale Figur der Diablospiele, die in allen Teilen vorkommt und dem Spieler mit wertvollen Ratschlägen zur Seite steht.
Diablo
Diablo, der Herr des Schreckens, ist der namensgebende Dämon der Diablo-Reihe. Er stellt in allen drei Hauptspielen den Endgegner dar.
Tyrael
Tyrael ist der Erzengel der Gerechtigkeit (später der Weisheit). Er spielt eine zentrale Rolle in der Diablo-Reihe. Er ist einer der wenigen, die den Spielercharakter im Kampf gegen die Mächte der Hölle unterstützen. Er tritt in Diablo II und Diablo III direkt in Erscheinung.
Erzengel
Die Erzengel in der Diablospielreihe sind die Herrscher über die „Hohen Himmel“. Zu den wichtigsten gehören:
| • Auriel   | – Erzengel der Hoffnung                           | • Imperius | – Erzengel der Tapferkeit                 |
| • Itherael | – Erzengel des Schicksals                         | • Malthael | – Erzengel der Weisheit, später des Todes |
| • Tyrael   | – Erzengel der Gerechtigkeit, später der Weisheit |            |                                           |
Übel
Die sieben Übel des Spiels (dort Große und Niedere Übel genannt) sind die Hauptendgegner der Spieleserie und die Herrscher über die „Brennenden Höllen“. Zu ihnen gehören:
| • Diablo   | – Herr des Schreckens | • Baal     | – Herr der Zerstörung |
| • Mephisto | – Herr des Hasses     | • Andariel | – Herrin der Qual     |
| • Azmodan  | – Herr der Sünde      | • Belial   | – Herr der Lügen      |
| • Duriel   | – Herr der Schmerzen  |            |                       |

## Rezeption
| Spiel      | GameRankings | Metacritic |
| ---------- | ------------ | ---------- |
| Diablo     | 89 %         | 94/100     |
| Diablo II  | 89 %         | 88/100     |
| Diablo III | 88 %         | 88/100     |
| Diablo IV  |              | 86/100     |

Diablo zähle zu den Spiel, die das Genre des Action-Rollenspiel insbesondere der Unterkategorie Hack and Slay revolutionierten, wenn nicht gar grundlegend mit begründeten und das über Jahrzehnte. Die Serie sei ein wesentlicher Eckpfeiler für die Firma Blizzard. Mit rund 25 Millionen verkauften Exemplaren gehöre sie zu den erfolgreichsten Videospielserien überhaupt. Trotz der seltenen Veröffentlichungen bewahrte man sich eine treue Fan-Basis.

## Crossovers
In Heroes of the Storm wurden verschiedene Charaktere des Diablo-Universums als spielbare Helden eingefügt.
Im Rollenspiel Sacred wurde das Dorf Tristram, also der Handlungsort von ersten Teil Diablo, als Easter Egg eingefügt. Sofern der Spieler nicht eisern der Haupthandlung folgt, stößt er früher oder später auf dieses. Die Bewohner des Dorfes bitten diesen, zum Dorfplatz zu gehen, wenn er mit ihnen spricht und ein eigenwilliges Schmatzgeräusch ist teilweise zu hören. Sobald der Spieler auf dem Dorfplatz steht, verwandeln sich alle Dorfbewohner in Untote und greifen den Spieler an.

## Romane
Reihenfolge nach Bänden:
- Robert B. Marks: Diablo: Demonsbane. 2000, World Wrestling Entertainment, ISBN 978-0-7434-1899-7
- Richard A. Knaak: Diablo: Das Vermächtnis des Blutes. 2003, Panini Verlag, ISBN 3-89748-703-9.
  - Neuauflage: Panini Verlag, 2020, ISBN 978-3-8332-3896-3.
- Mel Odóm: Diablo: Der dunkle Pfad. 2003, Panini Verlag, ISBN 3-89748-704-7.
  - Neuauflage: Panini Verlag, 2020, ISBN 978-3-8332-3897-0.
- Richard A. Knaak: Diablo: Das Königreich der Schatten. 2004, Panini Verlag, ISBN 3-8332-1042-7.
  - Neuauflage: Panini Verlag, 2020, ISBN 978-3-8332-3946-5.
- Richard A. Knaak: Diablo: Der Mond der Spinne. 2006, Panini Verlag, ISBN 3-8332-1091-5.
  - Neuauflage: Panini Verlag, 2020, ISBN 978-3-8332-3947-2.
- Richard A. Knaak: Diablo: Der Sündenkrieg 1 · Geburtsrecht. 2007, Panini Verlag, ISBN 978-3-8332-1553-7.
  - Neuauflage: Panini Verlag, 2021, ISBN 978-3-8332-4022-5.
- Richard A. Knaak: Diablo: Der Sündenkrieg 2 · Die Schuppen der Schlange. 2007, Panini Verlag, ISBN 978-3-8332-1564-3.
  - Neuauflage: Panini Verlag, 2021, ISBN 978-3-8332-4085-0.
- Richard A. Knaak: Diablo: Der Sündenkrieg 3 · Der verhüllte Prophet. 2008, Panini Verlag, ISBN 978-3-8332-1713-5.
  - Neuauflage: Panini Verlag, 2021, ISBN 978-3-8332-4086-7.
- Flint Dille: Diablo III: Die Cain-Chronik. 2012, Panini Verlag, ISBN 978-3-8332-2389-1.
  - Neuauflage: Panini Verlag, 2021, ISBN 978-3-8332-3971-7.
- Nate Kenyon: Diablo III: Der Orden. 2012, Panini Verlag, ISBN 978-3-8332-2438-6.
  - Neuauflage: Panini Verlag, 2022, ISBN 978-3-8332-4190-1
- Aron Willians: Diablo III Graphic Novel: Das Schwert der Gerechtigkeit. 2012, Panini Verlag, ISBN 978-3-86201-310-4.
- Diverse Autoren: Diablo III: Helden und Höllen · Kurzgeschichten aus dem Diablo-Universum. 2013, Panini Verlag, ISBN 978-3-8332-2550-5.
- Matt Burns, Doug Alexander: Diablo III: Die Tyrael-Chronik. 2014, Panini Verlag, ISBN 978-3-8332-2829-2.
  - Neuauflage: Panini Verlag, 2021, ISBN 978-3-8332-3972-4.
- Nate Kenyon: Diablo III: Sturm des Lichts. 2014, Panini Verlag, ISBN 978-3-8332-2860-5.
- Matt Burns, Robert Brooks: Diablo: Die Adria-Chronik. 2019, Panini Verlag, ISBN 978-3-8332-3752-2.
- Brian Evenson, Catherynne M. Valente, Tamsyn Muir: Diablo: Aus den Archiven der Horadrim. 2022, Panini Verlag, ISBN 978-3-8332-4268-7.
- Matthew J. Kirby: Diablo: Das Buch Lorath. 2023, Panini Verlag, ISBN 978-3-8332-4358-5.